# Ligue grise
1395–1799
Entités précédentes :
- Abbaye de Disentis
- Flims
- Rhäzüns
- Baronnie de Sax-Misox
- Comté de Werdenberg-Heiligenberg
- Comté de Werdenberg-Sargans)

Entités suivantes :
- Canton de Rhétie

La Ligue grise (en allemand : Grauer Bund, en italien : Lega Grigia, en romanche : Ligia Grischa ou ) est une alliance de territoires formée en 1395 dans ce qui est aujourd'hui le canton des Grisons, en Suisse. La Ligue grise, dont le nom dérive de la couleur des vêtements portés par ses habitants, s'est alliée entre 1471 et 1524 à la Ligue des Dix-Juridictions et à la Ligue de la Maison-Dieu pour former les Trois Ligues ou ligues grisonnes, puisque la Ligue grise était la plus importante d'entre elles. Avec ces deux autres ligues, elle s'est alliée à l'ancienne Confédération suisse au cours du XVIe siècle. Elle fut annexée par la République helvétique en 1799 pour former une partie du canton de Rhétie.

## Histoire
Le Schams rejoint la Ligue grise en 1424. Les habitants achètent les droits seigneuriaux en 1458.
En 1480, une partie de la Mesolcina (Soazza et Messoco) rejoint la Ligue grise. La Calanca et le reste de la Mesolcina rejoignent à leur tour la ligue en 1496.
En 1538, les habitants de Flims, Vals et la Lumnezia achètent les droits seigneuriaux à l'évêque de Coire,,.
En 1549, les habitants de la Mesolcina et de la Calanca achètent aux Trivulzio les droits seigneurieux sur la vallée.

## Subdivisions
La Ligue grise comprenait vingt-et-une « juridictions » :
| Juridiction         | Commune(s) actuelle(s)                                                              | Cercle (jusqu'en 2016) | District (jusqu'en 2016) |
| ------------------- | ----------------------------------------------------------------------------------- | ---------------------- | ------------------------ |
| Calanca             | Buseno, Castaneda, Calanca, Rossa, Santa Maria in Calanca                           | Calanca                | Moesa                    |
| Disentis            | Breil/Brigels, Disentis/Mustér, Medel, Sumvitg, Trun, Tujetsch                      | Dissentis              | Surselva                 |
| Flims               | Flims                                                                               | Trins                  | Imboden                  |
| Gruob               | Ilanz, Falera, Mundaun, Safiental, Sagogn                                           | Ilanz                  | Surselva                 |
| Heinzenberg         | Flerden, Urmein                                                                     | Thusis                 | Rhin postérieur          |
| Hohentrins          | Tamins, Trin                                                                        | Trins                  | Imboden                  |
| Mesocco             | Lostallo, Mesocco, Soazza                                                           | Mesocco                | Moesa                    |
| Laax                | Ilanz, Laax                                                                         | Ilanz                  | Surselva                 |
| Lugnez              | Ilanz, Lumnezia, Vals                                                               | Lugnez                 | Surselva                 |
| Obersaxen           | Obersaxen                                                                           | Ruis                   | Surselva                 |
| Rhäzüns             | Bonaduz, Domat/Ems, Rhäzüns                                                         | Rhäzüns                | Imboden                  |
| Rheinwald           | Hinterrhein, Nufenen, Splügen, Sufers                                               | Rheinwald              | Rhin postérieur          |
| Roveredo            | Cama, Grono, Roveredo, San Vittore                                                  | Roveredo               | Moesa                    |
| Safien              | Safiental                                                                           | Safien                 | Surselva                 |
| Schlueis (Schluein) | Schluein                                                                            | Ilanz                  | Surselva                 |
| Schams              | Andeer, Casti-Wergenstein, Donat, Ferrera, Lohn, Mathon, Rongellen, Zillis-Reischen | Schams                 | Rhin postérieur          |
| Tenna               | Safiental                                                                           | Safien                 | Surselva                 |
| Tschappina          | Tschappina                                                                          | Thusis                 | Rhin postérieur          |
| Thusis              | Masein, Thusis                                                                      | Thusis                 | Rhin postérieur          |
| Vals                | Vals                                                                                | Lugnez                 | Surselva                 |
| Valtensburg         | Andiast, Ilanz, Waltensburg/Vuorz                                                   | Ruis                   | Surselva                 |

Les juridictions de la Calanca, Roveredo et Mesocco forment la haute juridiction de la Mesolcina.
Les juridictions de Vals et de la Lumnezia forment la haute juridiction de la Lumnezia,.
Les juridictions d'Obersaxen, Waltensburg et Laax forment une haute juridiction.
Les juridictions de Schams et Rheinwald forment une haute juridiction.
Les juridictions de la Foppa (Gruob) et de Tenna forment la haute juridiction de la Foppa.